# Pielgrzymka na rolkach

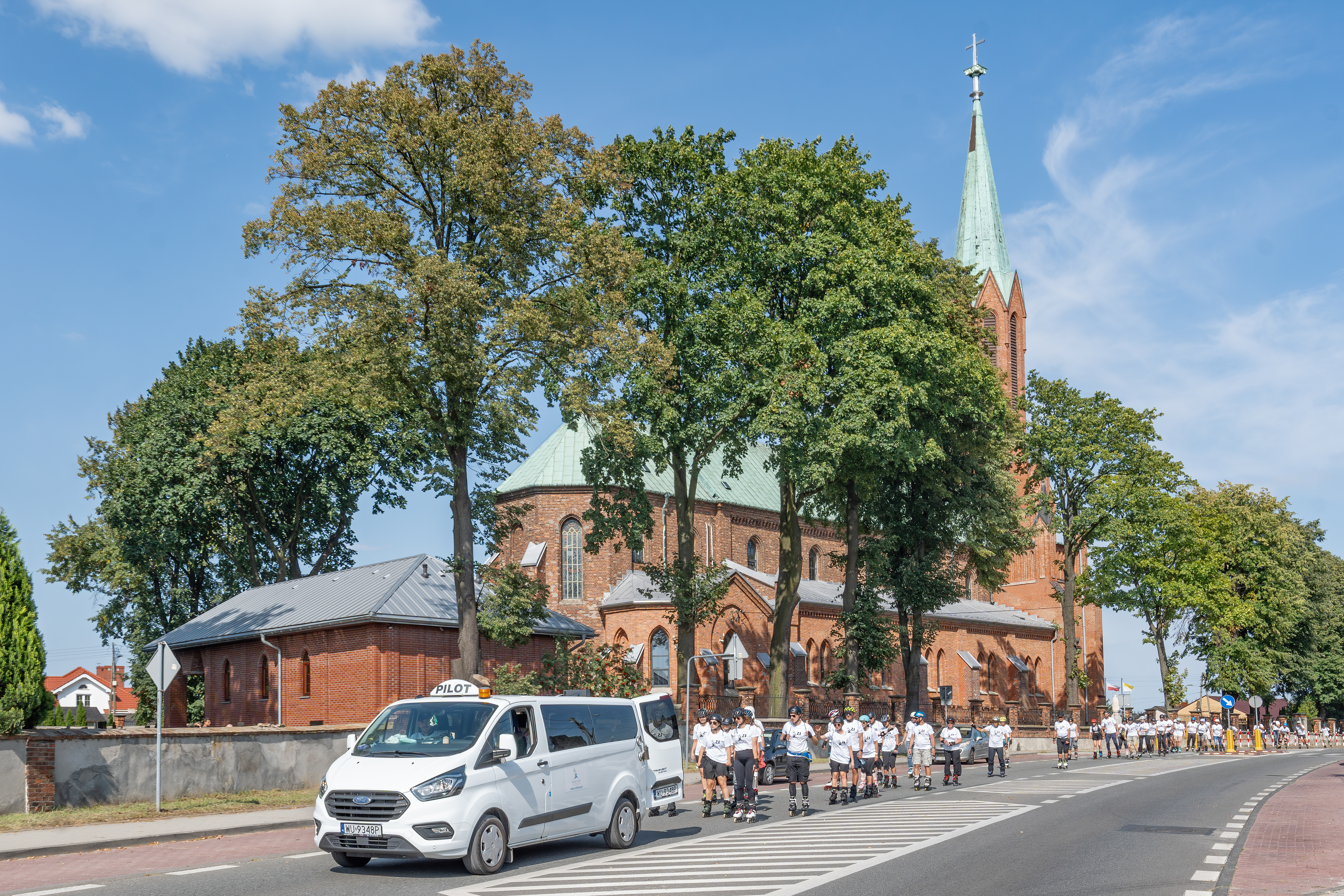
Pielgrzymka Rolkowa z Warszawy do Częstochowy

Pielgrzymka na rolkach – forma pielgrzymowania, w której uczestnicy pokonują trasę na łyżworolkach. Zyskała ona szczególną popularność w Kościele katolickim w Polsce, gdzie regularnie organizowane są dwie pielgrzymki do Jasnej Góry w Częstochowie. Istnieją też pojedyncze przykłady inicjatyw rolkowego pielgrzymowania poza Polską, m.in. w Indiach czy na trasie Camino de Santiago.

## Historia
Pierwsza odnotowana pielgrzymka na rolkach (i wrotkach) miała miejsce w Indiach w 2000 roku. W Polsce początki sięgają 2002 roku, kiedy to dziesięcioosobowa grupa rolkarzy wyruszyła z Warszawy na Jasną Górę. Inicjatorem był ks. Artur Karbowy, który połączył aktywność fizyczną z duchowym doświadczeniem. W kolejnych latach liczba uczestników systematycznie rosła – w 2024 roku odbyła się 21. edycja warszawskiej pielgrzymki, w której wzięło udział 65 osób. 

## Pielgrzymki rolkowe w Polsce

### Warszawa

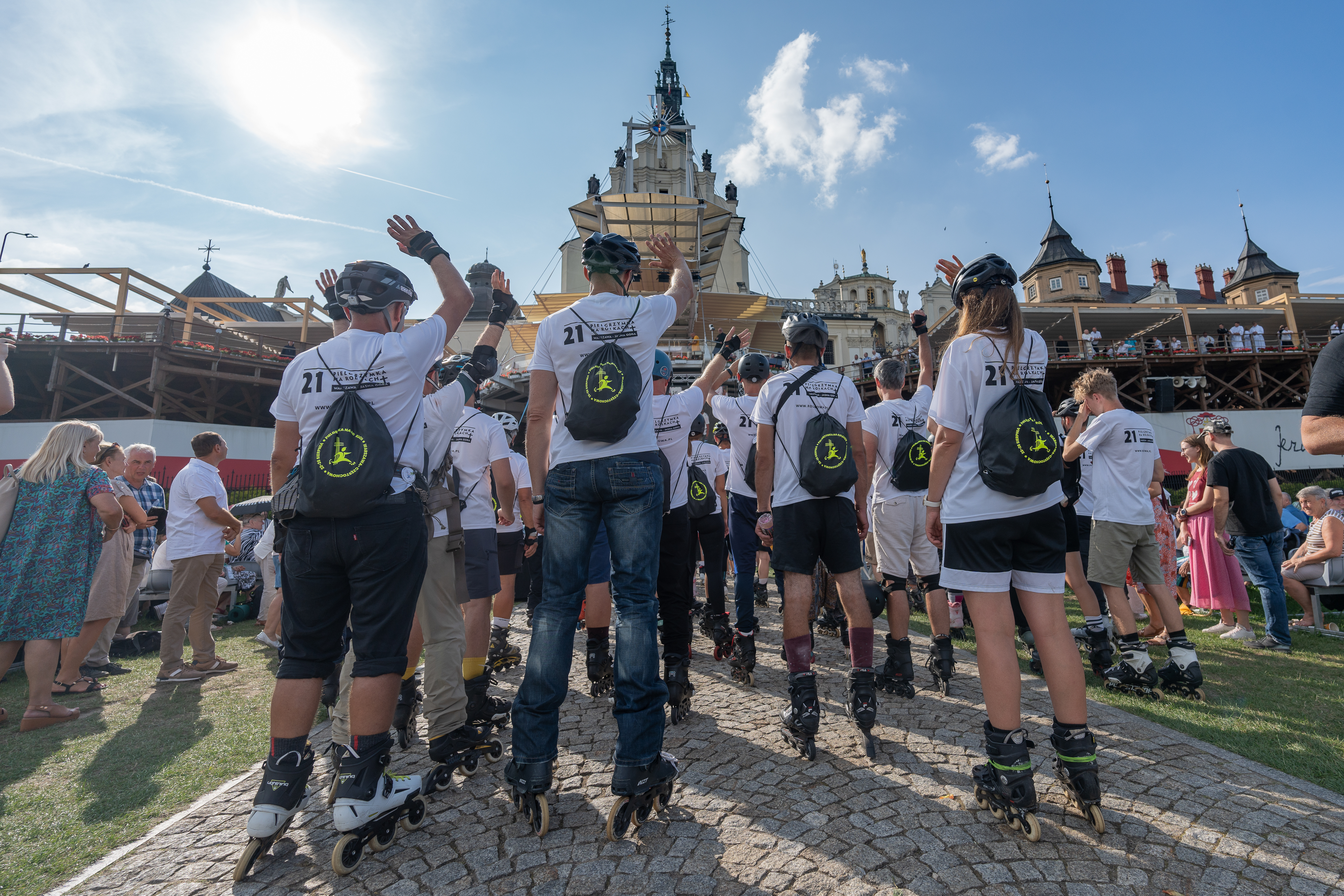
Warszawska pielgrzymka rolkowa na Jasnej Górze

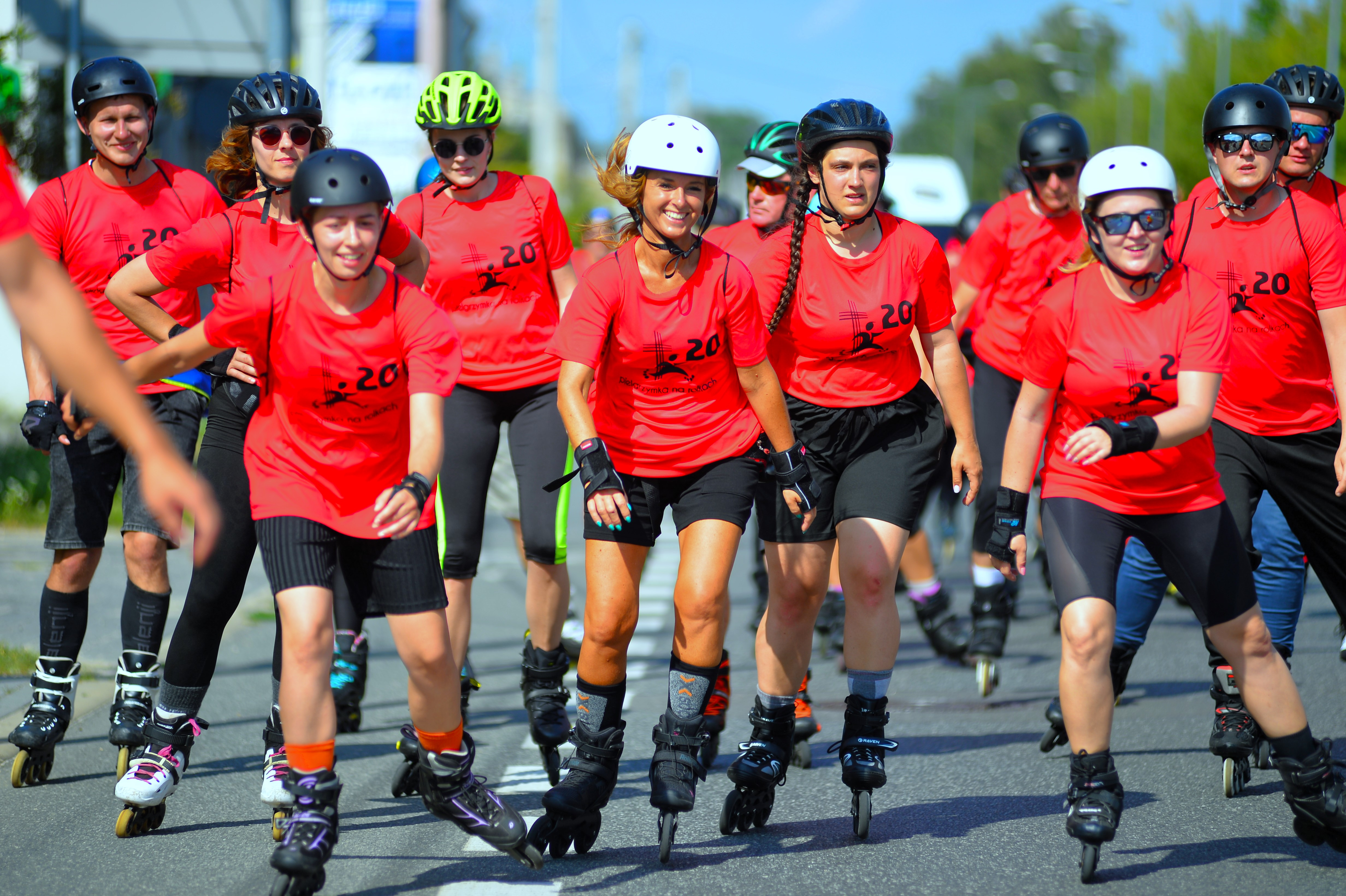
20 Pielgrzymka Rolkowa Warszawa - Częstochowa - sierpień 2023

Od 2002 roku co roku organizowana jest rolkowa pielgrzymka na Jasną Górę z Warszawy. Jej głównym organizatorem jest Zgromadzenie św. Michała Archanioła (Księża Michalici). Uczestnicy wyruszają 22 sierpnia (w liturgiczne wspomnienie Najświętszej Maryi Panny Królowej) i docierają 26 sierpnia (Uroczystość Matki Bożej Częstochowskiej). Trasa liczy około 270–300 km i jest podzielona na 4–5 dni jazdy, z dziennymi odcinkami rzędu 50–75 km. Kolumnie towarzyszą samochody zabezpieczające, a uczestnicy biorą udział w codziennych Mszach Świętych, modlitwach i konferencjach duchowych.  W pierwszych latach (2002–2004) grupa liczyła kilka–kilkanaście osób, lecz z czasem systematycznie rosła. W 2019 roku wzięło udział około 100 osób (zgodnie z regulaminowym limitem) ale miejsca na liście uczestników wyczerpały się w kilkadziesiąt minut od otwarcia zapisów. Po pandemii COVID-19 liczba uczestników spadła — w 2024 roku odbyła się już 21. edycja, w której uczestniczyło 65 pątników. 

### Wrocław
Od 2015 roku organizowana jest pielgrzymka rolkowa z Wrocławia na Jasną Górę. Inicjatywę wspierają m.in. Salezjański Wolontariat Misyjny Młodzi Światu oraz Zespół Szkół Salezjańskich DON BOSCO. Trasa liczy około 220 km i jest pokonywana w 3–4 dni. W 2023 roku wzięło w niej udział 40 osób, w tym 10-letni najmłodszy uczestnik. Pielgrzymka łączona jest z akcją charytatywną: „Kilometry Miłości”, wspierając projekty misyjne w Afryce i na Bliskim Wschodzie.

### Radom
W 2016 i 2017 roku zorganizowano pielgrzymkę rolkową z Radomia do Częstochowy, w której wzięło udział kilkanaście osób. Długość trasy to około 150 km. Dotychczas odbyły się jedynie dwie edycje tego wydarzenia.

### Katowice i okolice
Od 2015 do 2018 roku w województwie śląskim organizowano pielgrzymki na rolkach, hulajnogach i rowerach do okolicznych sanktuariów, m.in. w Piekarach Śląskich, Tychów czy Bierunia, najczęściej z Katowic; do 2016 w ramach przygotowań do Światowych Dni Młodzieży. W 2016 roku grupa ponad 100 osób przejechała na rolkach i hulajnogach około 55 km z Katowic do Rud Raciborskich. 
W 2016 roku zorganizowano również tzw. „Nightskating” na trasie Katowice–Kraków (ok. 120 km), w ramach Światowych Dni Młodzieży, by dotrzeć na spotkanie z papieżem Franciszkiem.
Po ŚDM w Krakowie wydarzenie odbyło się jeszcze tylko raz w 2017: 75 km do sanktuarium w Turzy Śląskiej a w 2018 ze Szczyrku do Bielska-Białej.

### Inne inicjatywy w Polsce
Wielokrotnie podejmowano próby zorganizowania mniejszych pielgrzymek rolkowych w innych diecezjach. Przykładowo:
- W 2019 roku zorganizowano rolkową pielgrzymkę z Białegostoku do Sokółki (ok. 50 km).
- W 2024 roku grupa 20 osób przejechała ponad 80 km z Drelowa do sanktuarium Matki Boskiej Kodeńskiej[20].

## Pielgrzymki rolkowe poza Polską

### Indie
W stanie Kerala od 2000 roku organizowana jest pielgrzymka na łyżworolkach do sanktuarium Sabarimala Lord Ayyappa. Co roku członkowie klubu wrotkarskiego z miasta Kollam pokonują kilkadziesiąt lub kilkaset kilometrów, łącząc jazdę na rolkach z praktykami religijnymi.

### Camino de Santiago
W 2020 roku dwaj Hiszpanie, Alberto López z Saragossy i Alberto Alemán z Pampeluny, pokonali na rolkach około 770 km słynnej trasy Camino de Santiago, zajmując się tym wyzwaniem charytatywnie. Dokonali tego w ciągu 7 dni, wybierając tzw. Drogę Francuską (m.in. przez Roncesvalles, Logroño, Burgos, León, Ponferradę i Sarrię).